# Esperanza Spalding
Esperanza Emily Spalding (Portland, 18 ottobre 1984) è una cantante e bassista statunitense.

## Biografia

### Giovinezza e formazione
Esperanza Spalding cresce nel King, quartiere di Portland, zona che lei stessa ha definito un ghetto piuttosto malfamato.
Le sue origini culturali sono composite: vi si trovano caratteri ispanici, gallesi, statunitensi ma anche e soprattutto africani.
Le sue radici nere provengono da parte di padre; alla madre invece deve, come lei stessa afferma, il resto della sua formazione.
È proprio la madre, nativa della Carolina del Sud, che, assumendo una balia cubana, educa indirettamente alla cultura e alla lingua spagnola la figlia Esperanza.
All'età di cinque anni comincia a suonare il violino, seguendo gli insegnamenti della madre, ed entra nella Chamber Music Society di Oregon, nella quale rimane per 10 anni. Lascia all'età di 15 anni, nel ruolo di primo violino. A causa di una lunga e gravosa malattia, Esperanza frequenta sporadicamente la scuola dell'obbligo; durante questo periodo ha l'occasione di seguire la madre, come spettatrice, a un corso di chitarra jazz. 
Riguardo a questo periodo della giovinezza, Esperanza ha dichiarato: «Quando andavo con lei a lezione, mi sedevo dietro al pianoforte e ascoltavo. Poi, quando andavo a casa, suonavo a mia madre le cose che il maestro insegnava». Suona, nell'infanzia, anche il clarinetto e l'oboe e scopre infine il contrabbasso alla high school. Successivamente è allieva di Glen Moore, contrabbassista degli Oregon.

### Carriera

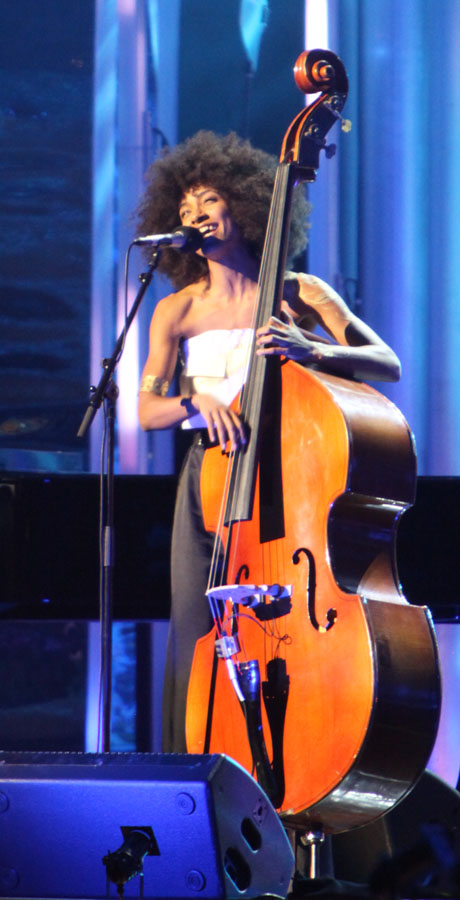
Esperanza Spalding in concerto nel 2009

Ha debuttato nel 2006, pubblicando il disco Junjo. Due anni dopo, ha pubblicato il disco Esperanza.
Nel 2008 ha collaborato con i Fourplay nel loro album Energy, cantando nel brano Prelude for Lovers.
Nel 2010 è uscito il suo terzo disco, Chamber Music Society, che, anche raggiungendo la prima posizione nella classifica Jazz Albums, ha amplificato la sua notorietà, permettendole di vincere, nel febbraio 2011, un Grammy Award al miglior artista esordiente.
Nel 2012 esce l'album Radio Music Society per la Concord Music Group/Heads Up International, che raggiungerà la decima posizione nella classifica Billboard 200 e vincerà il Grammy Award for Best Jazz Vocal Album 2013. Tre brani dell'album vedono la partecipazione di Jack DeJohnette, uno quella di Joe Lovano, Billy Hart e Lalah Hathaway e il brano City of Roses fa vincere a lei e a Thara Memory il Grammy Award for Best Instrumental Arrangement Accompanying Vocalist(s) 2013.
Nel 2014, ha partecipato in veste di ospite al sesto album discografico di Chiara Civello, intitolato Canzoni, nel quale Esperanza ha duettato insieme alla Civello nel brano I mulini dei ricordi.
Nel 2016 vede la luce il suo quinto lavoro in studio Emily's D+Evolution, un concept album dove prevale la sua anima funk-rock. L'anno seguente esce Exposure, per questo album viene limitata la pubblicazione a 7 777 copie.
Nel film End of Justice - Nessuno è innocente del 2017 diretto da Dan Gilroy, Esperanza Spalding interpreta un cameo recitando la parte di un'attivista della coalizione.
Nel 2024 ha inciso insieme al brasiliano Milton Nascimento l'album Milton + Esperanza.

## Discografia

### Album
- 2006 - Junjo
- 2008 - Esperanza
- 2010 - Chamber Music Society
- 2012 - Radio Music Society
- 2016 - Emily's D+Evolution
- 2017 - Exposure
- 2018 - 12 Little Spells
- 2021 - Songwrights Apothecary Lab
- 2024 - Milton + esperanza